# Cotonnière Braun E.J.

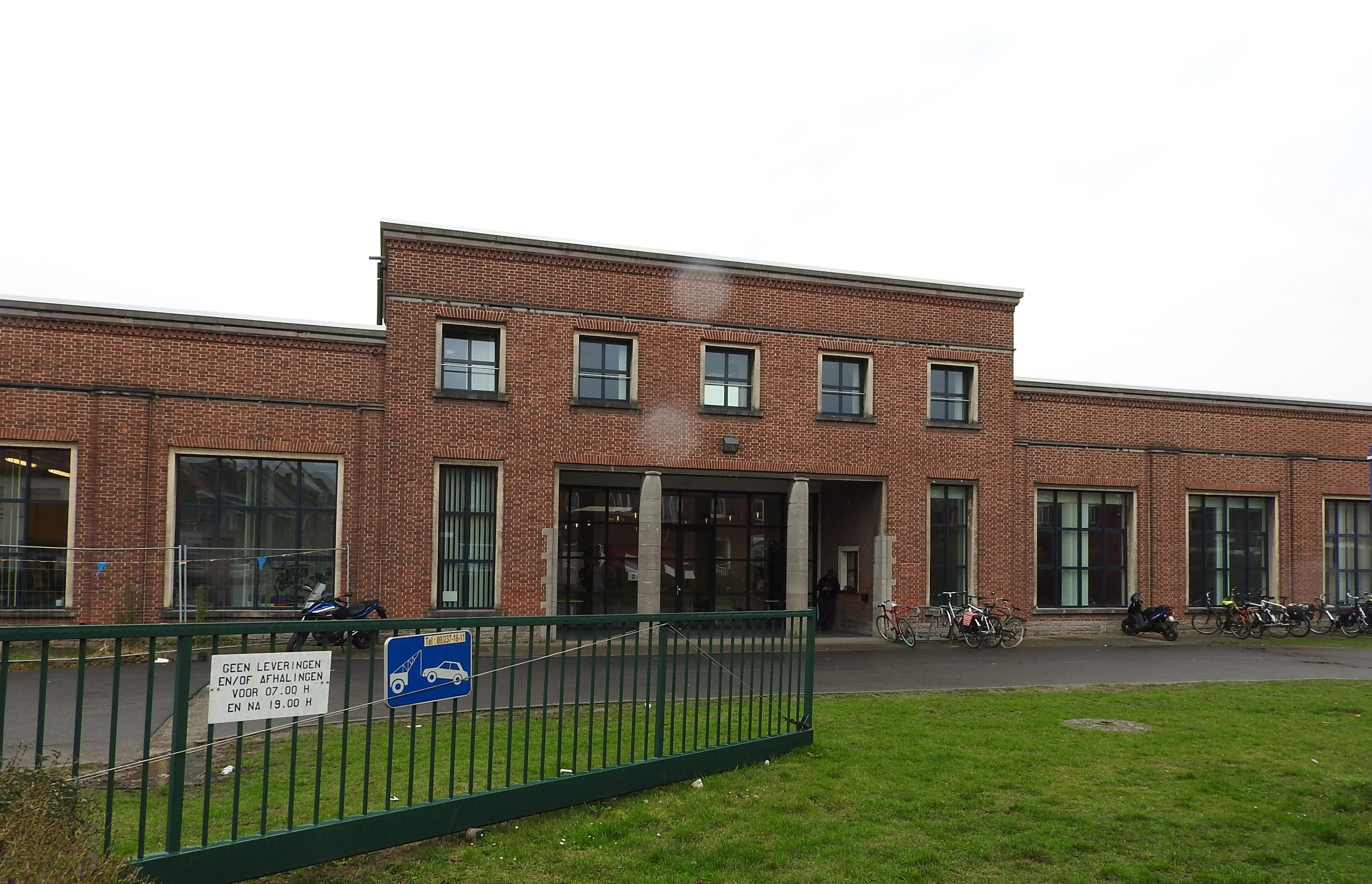
Foto van het gebouw genomen op 6 maart 2019

De Cotonnière Emile-Jean Braun was een katoenfabriek in de Maïsstraat 207-213 in Gent. De fabriek stond vanaf 1967 ook gekend als UCO Braun, of UCO Maïsstraat in de volksmond. Het bedrijf bestond van 1949 tot 2009.

## Gebouw
De fabriek werd gebouwd door Union Cotonnière en was vernoemd naar de toenmalige voorzitter Emile-Jean Braun. De bouw liep van 1946 tot 1949. Vernieuwend aan deze fabriek was het feit dat het volledig gelijkvloers was, in tegenstelling tot oudere fabrieken die vaak uit meerdere verdiepen bestonden. Daarnaast is het een van de eerste gebouwen waarbij voorgespannen beton is gebruikt. Dankzij deze techniek voor het maken van grote overspanningen zijn minder steunpilaren nodig en kunnen omvangrijke machines gemakkelijk geplaatst worden. Deze techniek werd op punt gezet door Gents ingenieur Gustave Magnel, die voor dit gebouw samenwerkte met de firma Blaton-Aubert. Het gevelontwerp is van de hand van architect Jean Hebbelynck.
De Cotonnière Braun E.J. bevatte drie afdelingen: een spinnerij, een twijnderij en een weverij. In tegenstelling tot de meeste fabrieken van de Union Cotonnière was dit een fabriek met één verdiep over een gigantische oppervlakte.

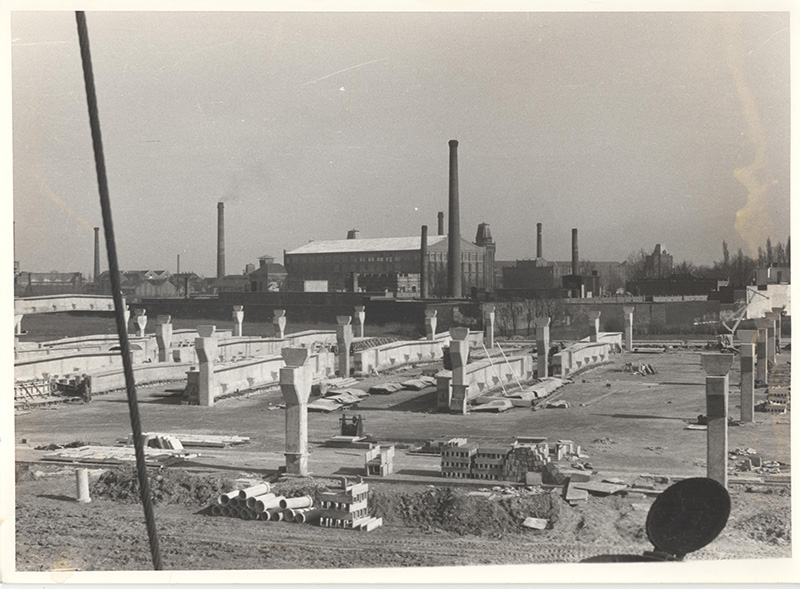
Bouw van de UCO-textielfabriek E. J. Braun, 1948. Fotograaf: Remy Bauters, collectie Industriemuseum Gent.

## Historiek van het bedrijf
De fabriek was vernoemd naar baron Emile-Jean Braun, die samen met Jules de Hemptinne en Adolphe Hebbelynck in 1919 met de financiële hulp van de Generale Maatschappij en Etablissement Textiles Fernand Hanus de firma Union Cotonnière (UCO) op. Het consortium slokte steeds meer bedrijven op, ook fabrieken buiten Gent. Daarnaast richtte het ook nieuwe bedrijven op, waaronder Union Cotonnière Emile-Jean Braun, kortweg UCO Braun, in 1949. De productie ging van start in 1950. Op dat moment was het een van de modernste textielbedrijven van Gent.
In 1974 schakelde men volledig over op het maken van denim-weefsels, met een grote modernisering en automatisering als gevolg. Er werden open-end turbinespinmachines aangekocht, die draden van hoge kwaliteit voortbrachten. Rond 1997 produceerde UCO E.J. Braun 25 tot 30 miljoen meter stof per jaar, die werd verkocht in 32 landen. Vanaf de jaren 2000 kreeg het bedrijf steeds meer te maken met internationale concurrentie en de productie van lageloonlanden.
De fabriek sloot in 2009 haar deuren. De sluiting stond symbool voor het einde van een tijdperk waarin kledingtextiel op Gentse bodem wordt gesponnen, geweven en geverfd. De activiteiten van nv UCO verplaatsten naar andere vestigingen, vooral in het buitenland.